# Granada (Nicaragua)
Granada város Nicaragua délnyugati részén, az azonos nevű, Granada megye székhelye. A Nicaragua-tó északi végében, az 1344 m magas Mombacho-vulkán lábánál, Managuától kb. 50 km-re délkeletre fekszik. Becsült lakossága 124 ezer fő volt 2012-ben.
A város üzemeiben bútort, konfekcióipari termékeket, gyapotot, rumot, szappant gyártanak.
Az ország legrégebbi spanyol települése, 1524-ben alapították. A 19. században Granada volt a központja az ország függetlenségi mozgalmainak.
A városban számos, a gyarmati időkből származó épület maradt fenn, köztük a La Merced temploma, amely 1781-ben épült.
A város 2003 óta a világörökség javaslati listáján szerepel.

## Fordítás
Ez a szócikk részben vagy egészben  a   Granada, Nicaragua című angol Wikipédia-szócikk fordításán alapul.  Az eredeti cikk szerkesztőit annak laptörténete sorolja fel. Ez a jelzés csupán a megfogalmazás eredetét és a szerzői jogokat jelzi, nem szolgál a cikkben szereplő információk forrásmegjelöléseként.